# Терешовецька сільська рада
Терешове́цька сільська́ ра́да — адміністративно-територіальна одиниця та орган місцевого самоврядування у Хмельницькому районі Хмельницької області. Адміністративний центр — село Терешівці.

## Загальні відомості
- Територія ради: 28,03 км²
- Населення ради: 1 036 осіб (станом на 2001 рік)
- Територією ради протікає річка Жилка

## Населені пункти
Сільській раді підпорядковані населені пункти:
- с. Терешівці
- с. Редвинці

## Склад ради
Рада складається з 12 депутатів та голови.
- Голова ради: Коцюбинський Михайло Антонович

### Керівний склад попередніх скликань
| Прізвище, ім'я, по батькові    | Основні відомості                                                         | Дата обрання | Дата звільнення |
| ------------------------------ | ------------------------------------------------------------------------- | ------------ | --------------- |
| Редько Микола Степанович       | Сільський голова, 1940 року народження, безпартійний                      | 26.03.2006   | 01.12.2007      |
| Левчук Іван Іванович           | Сільський голова, 1957 року народження, безпартійний                      | 16.03.2008   | 15.07.2009      |
| Коцюбинський Михайло Антонович | Сільський голова, 1952 року народження, освіта вища, безпартійний         | 20.06.2010   | 31.10.2010      |
| Коцюбинський Михайло Антонович | Сільський голова, 1952 року народження, освіта вища, член Народної партії | 31.10.2010   |                 |

Примітка: таблиця складена за даними сайту Верховної Ради України

### Депутати
За результатами місцевих виборів 2010 року депутатами ради стали:

#### За суб'єктами висування
| Суб'єкт висування | Кількість обраних депутатів | %    |
| ----------------- | --------------------------- | ---- |
| Народна партія    | 10                          | 83,3 |
| Самовисування     | 2                           | 16,7 |

#### За округами
| № округу       | Прізвище, ім'я, по батькові    | Дата визнання обраним | Освіта  | Партійна приналежність | Відомості про обраного депутата       |
| -------------- | ------------------------------ | --------------------- | ------- | ---------------------- | ------------------------------------- |
| Народна Партія |                                |                       |         |                        |                                       |
| 1              | Ткачук Михайло Михайлович      | 05.11.2010            | середня | позапартійний          | тимчасово не працює                   |
| 2              | Малик Тетяна Михайлівна        | 05.11.2010            | вища    | позапартійна           | бухгалтерсільської ради               |
| 3              | Бакалець Оксана Михайлівна     | 05.11.2010            | середня | позапартійна           | с. Терешівці, секретар сільської ради |
| 4              | Шевчук Ольга Андріївна         | 05.11.2010            | середня | позапартійна           | тимчасово не працює                   |
| 7              | Медвід Надія Василівна         | 05.11.2010            | середня | позапартійна           | тимчасово не працює                   |
| 8              | Василишина Оксана Василівна    | 05.11.2010            | середня | позапартійна           | соц.працівник                         |
| 9              | Педосенко Валентина Анатолівна | 05.11.2010            | середня | позапартійна           | тимчасово не працює                   |
| 10             | Бондар Галина Степанівна       | 05.11.2010            | середня | позапартійна           | лікарня, молодша медсестра            |
| 11             | Степанишен Василь Андрійович   | 05.11.2010            | середня | позапартійний          | тимчасово не працює                   |
| 12             | Алексова Наталія Андріївна     | 05.11.2010            | середня | позапартійна           | тимчасово не працює                   |
| Самовисування  |                                |                       |         |                        |                                       |
| 5              | Бакалець Олег Андрійович       | 05.11.2010            | вища    | позапартійний          | м. Хмельницький                       |
| 6              | Панченко Володимир Васильович  | 05.11.2010            | вища    | позапартійний          | с. Терешівці, директоршколи           |